# María José (telenovela de 1978)
María José es una telenovela mexicana protagonizada por Fanny Cano y Fernando Luján en 1978.

## Trama
La historia de una joven que viene con su amiga a una gran ciudad y juntas van a experimentar desgracias.

## Elenco
- Fanny Cano - María José
- Fernando Luján - El Jaiba
- Blanca Sánchez - Nadia
- Leonardo Daniel - Alfredo
- Gregorio Casal - Pablo
- Antonio Medellín - Henry Ford
- Víctor Junco - Dr. Vélez
- Eugenia Avendaño - Carola
- Víctor González
- Sonia Esquivel - Julieta
- Susana Dosamantes
- Virginia González - Laura
- Malena Doria - Sara
- Carlos Hernández - Luis
- Francisco del Toro - Enrique
- Lola Beristáin - Madre superiora
- Socorro Bonilla - Sor Teresa
- León Singer - Obispo
- Juan Peláez - Mario

## Versiones
- María José es un remake de la telenovela chilena María José producida por Canal 13 en 1975 y protagonizada por Jael Unger y Arturo Moya Grau.

- Datos: Q6004025